# 利安華路高
利安華路高（西班牙語：León de Huánuco）是一支秘魯足球會，現時於秘超作賽。位於瓦努科，是該城市最大的球會，成立於1946年。